# Філмонт (Нью-Йорк)
Філмонт (англ. Philmont) — селище (англ. village) в США, в окрузі Колумбія штату Нью-Йорк. Населення — 1377 осіб (2020).

## Географія
Філмонт розташований за координатами 42°14′58″ пн. ш. 73°38′47″ зх. д. / 42.24944° пн. ш. 73.64639° зх. д. (42.249421, -73.646347).  За даними Бюро перепису населення США в 2010 році селище мало площу 3,18 км², з яких 3,08 км² — суходіл та 0,10 км² — водойми.

## Демографія
Згідно з переписом 2010 року, у селищі мешкало 1379 осіб у 566 домогосподарствах у складі 352 родин. Густота населення становила 434 особи/км².  Було 654 помешкання (206/км²).
Расовий склад населення:
| - 92,1 % — білих - 1,9 % — чорних або афроамериканців - 0,7 % — азіатів - 0,1 % — корінних американців |

До двох чи більше рас належало 4,9 %. Частка іспаномовних становила 3,1 % від усіх жителів.
За віковим діапазоном населення розподілялося таким чином: 23,9 % — особи молодші 18 років, 62,2 % — особи у віці 18—64 років, 13,9 % — особи у віці 65 років та старші. Медіана віку мешканця становила 39,7 року. На 100 осіб жіночої статі у селищі припадало 93,4 чоловіків;  на 100 жінок у віці від 18 років та старших — 92,8 чоловіків також старших 18 років.
Середній дохід на одне домашнє господарство  становив 61 713 долари США (медіана — 43 188), а середній дохід на одну сім'ю — 76 675 доларів (медіана — 54 000). За межею бідності перебувало 19,9 % осіб, у тому числі 25,9 % дітей у віці до 18 років та 15,3 % осіб у віці 65 років та старших.
Цивільне працевлаштоване населення становило 620 осіб. Основні галузі зайнятості: освіта, охорона здоров'я та соціальна допомога — 25,2 %, науковці, спеціалісти, менеджери — 14,7 %, роздрібна торгівля — 14,0 %.